# 約翰·基特默
約翰·基特默（英語：John Kittmer；1967年7月6日—），是一名英國外交官，現任英屬印度洋領地專員兼英屬南極領地專員。

## 生平
基特默在西薩塞克斯郡庫克菲爾德出生，曾於1988年在剑桥大学基督学院獲得古典學文学士、2007年獲得伦敦国王学院的文學碩士，亦入讀過牛津大学莫德林学院。2007年，他和戴維·貝茨（David Bates）建立民事結合關係。
基特默自1993年加入公務員生涯：首先於教育和就業部工作，1998年轉職至英國駐布魯塞爾歐盟常駐代表處擔任首席秘書長。2002年他回到倫敦的外交及聯邦事務部任職，2004年調職環境、食物及鄉郊事務部；到2006年至之2007年間又在內閣辦公廳服務，其後回歸環境、食物及鄉郊事務部至2012年。
2013年1月，他出任英國駐希臘大使直到2016年12月，之後此職務由凱特·史密斯在2017年1月接任；而基特默則接替彼得·海斯擔任英國海外領土的英屬印度洋領地兼駐英属南极领地專員職務。